# アリアンツ・フィールド
アリアンツ・フィールド（Allianz Field）は、アメリカ合衆国のセントポール市に所在するサッカー専用スタジアム。メジャーリーグサッカーのミネソタ・ユナイテッドFCの本拠地である。スタジアムは19400人収容で2019年に完成。総工費は2億ドル。